# HD121081
HD121081 — хімічно пекулярна зоря спектрального класу A0, що має видиму зоряну величину в смузі V приблизно  8,4.
Вона  розташована на відстані близько 2025,8 світлових років від Сонця.

## Пекулярний хімічний склад
Зоряна атмосфера HD121081 має підвищений вміст 
Si
.